# Rosal de la Frontera
Rosal de la Frontera ist ein Ort und eine Gemeinde (municipio) mit 1.671 Einwohnern (Stand: 2024) im Nordosten der südspanischen Provinz Huelva in der Autonomen Gemeinschaft Andalusien.

## Lage
Rosal de la Frontera liegt nahe der portugiesischen Grenze auf einer Anhöhe im Naturpark der Sierra de Aracena etwa gut 85 km (Fahrtstrecke) nordnordwestlich der Hafenstadt Huelva in einer Höhe von ca. 215 m. Die Nationalstraße 433 von Sevilla nach Beja (Portugal) soll zukünftig zur Autovía A-47 ausgebaut werden. 
Das Klima im Winter ist gemäßigt, im Sommer dagegen warm bis heiß; die geringen Niederschlagsmengen (ca. 497 mm/Jahr) fallen – mit Ausnahme der nahezu regenlosen Sommermonate – verteilt übers ganze Jahr.

## Bevölkerungsentwicklung
| Jahr      | 1970  | 1980  | 1990  | 2000  | 2010  | 2020  |
| Einwohner | 2.235 | 2.001 | 1.946 | 1.816 | 1.867 | 1.712 |

## Sehenswürdigkeiten
- Megalithanlage Pasado del Abad
- Isidorkirche (Iglesia de San Isidro Labrador)

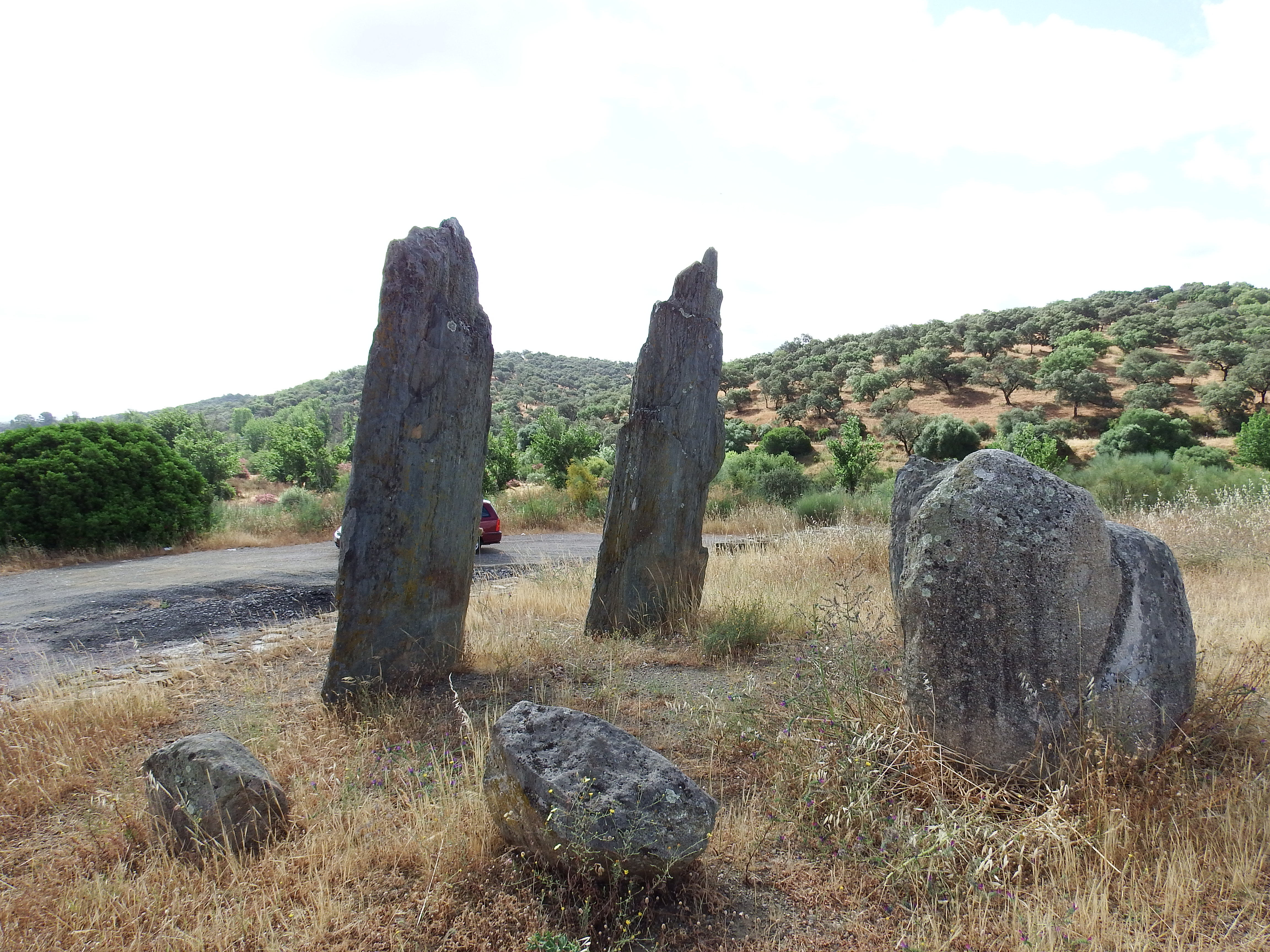
Megalithanlage
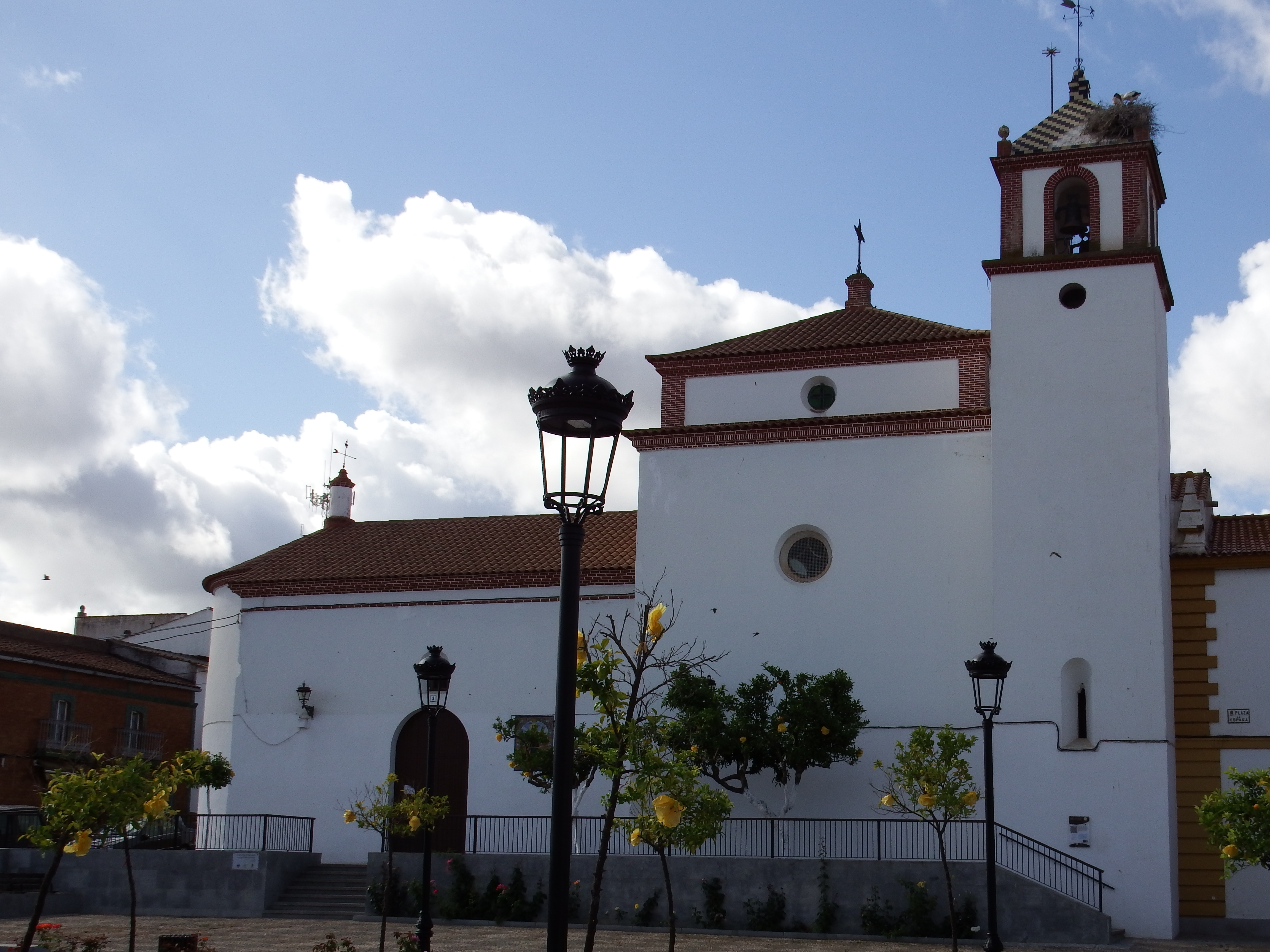
Isidorkirche
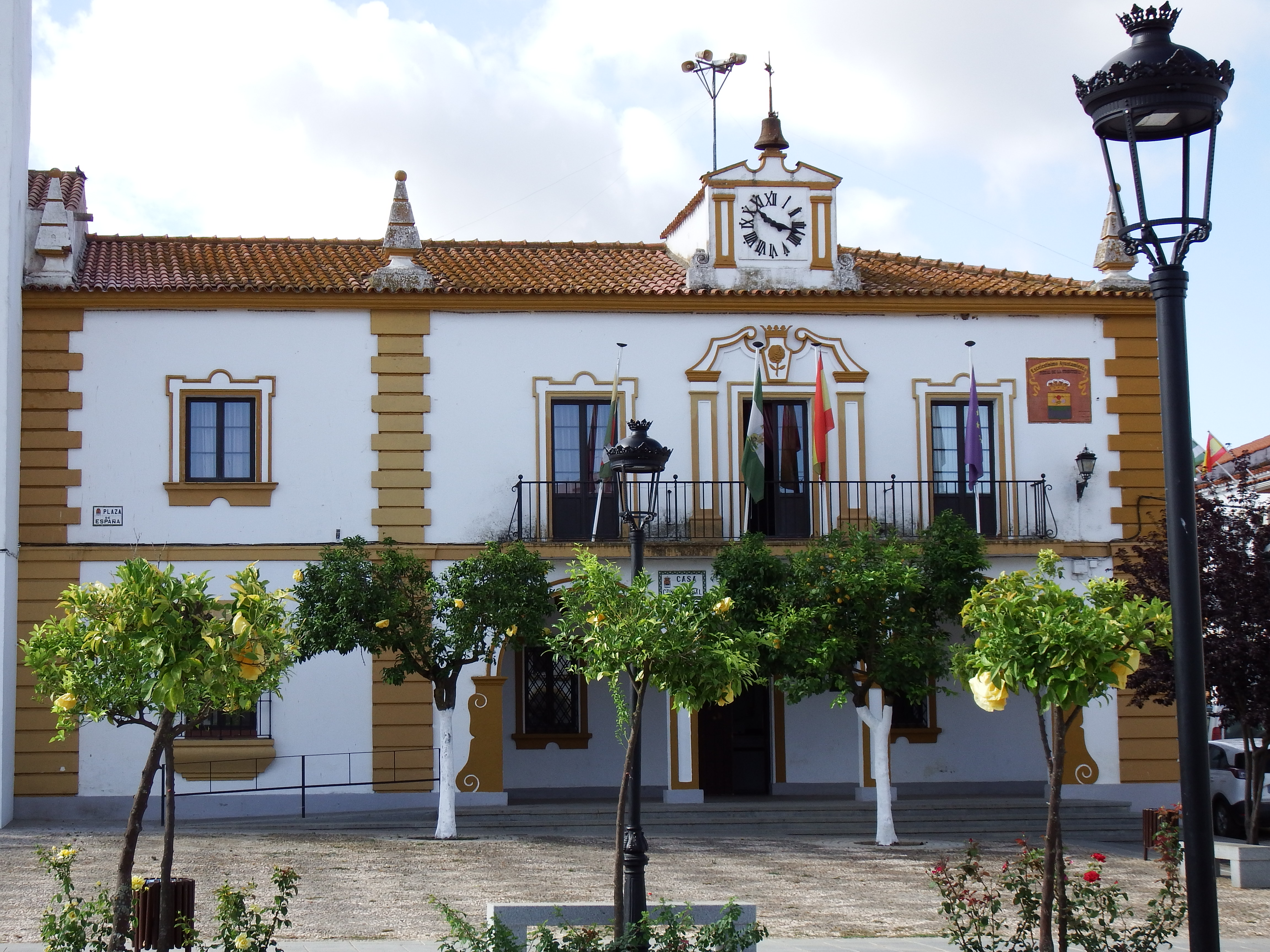
Rathaus

## Gemeindepartnerschaft
Mit der portugiesischen Stadt Serpa pflegt Rosal de la Frontera eine Partnerschaft. 